# 오사토촌 (후쿠시마현)
오사토촌(大里村)은 후쿠시마현 이와세군에 있었던 촌이다. 1955년 3월 31일 오사토촌, 마키모토촌, 유모토촌 및 히로토촌의 일부가 합병하여 덴에이촌이 신설되고 폐지되었다.

## 지리
덴에이촌 남동부가 오사토촌이 있던 곳이다.

## 역사
- 1889년 4월 1일 - 정촌제 시행에 의해 3촌이 합병해 이와세군 오사토촌이 성립하였다.
- 1949년 4월 1일 - 오야촌의 일부가 분립해 오사토촌이 성립하였다.
- 1955년 3월 31일 - 오사토촌, 마키모토촌, 유모토촌 및 히로토촌의 일부가 합병하여 덴에이촌이 신설되고, 오사토촌 등은 폐지되었다.

## 참고 문헌
- 角川日本地名大辞典編纂委員会『角川日本地名大辞典 7 福島県』、角川書店、1981年 ISBN 4-04-001070-1
- 日本加除出版株式会社編集部『全国市町村名変遷総覧』、日本加除出版、2006年 ISBN 4-8178-1318-0